# Morgul-tőr
A Morgul-tőr (boszorkánytőr) A Gyűrűk Ura című regényben szereplő elvarázsolt, szimmetrikus pengéjű, mérgezett és mindkét oldalán élezett kés. Hegye a hossztengelyén helyezkedik el. Minden halandót lidérccé változtat, akit megszúrnak vele. Használat után a késpenge a Nap vagy Hold fénye hatására szétoszlik a levegőben, ezért egy Morgul-tőrt csak egyszer lehet használni. Az Athelas gyógyfű lassítja a mérgezés terjedését a testben.
A Hobbit filmadaptációja szerint Radagast Dol Guldurban talál egy ilyen tőrt, amit aztán Gandalf megmutat Völgyzugolyban Elrondnak, Szarumánnak és Galadrielnek, akik azonban nincsenek róla meggyőződve, hogy a gonosz visszatért.
Ezzel a fegyverrel szúrta vállon az angmari boszorkánykirály Széltetőn Zsákos Frodót. A penge egy szilánkja Frodó bal vállában maradt, és lassan elindult a szíve felé, de Elrondnak sikerült eltávolítania, és meggyógyítani a sebet. Egy ilyen tőr sebe azonban soha nem gyógyul be teljesen. Frodót minden év október 6. napján, a támadás évfordulóján rosszullét fogta el. „Megsebesültem – felelt Frodó –, megsebesültem; és a sebem soha nem gyógyul be igazán.” Csak végleges távozása Eldamarba gyógyította meg teljesen a sebet. 
A Morgul-tőr egy másik áldozatata Boromir, Gondor tizenegyedik helytartója (nem azonos Frodó társával, Boromirral a Gyűrű Szövetségéből). Ő végül belehalt a sebébe (összezsugorodott fájdalmában), és nem változott Nazgûllá.